# بوبینچینو
بوبینچینو (به لهستانی:  Bobięcino) یک روستا در لهستان است که در گمینا میاستکو واقع شده‌است. بوبینچینو ۱۱۳ نفر جمعیت دارد.